# Magoster
Magoster est un hameau de la commune belge de Rendeux située en Région wallonne dans la province de Luxembourg.
Avant la fusion des communes de 1977, Magoster faisait partie de la commune de Beffe.

## Situation
Ce hameau ardennais se situe sur le versant oriental de la vallée de l'Isbelle, un affluent de l'Ourthe. Il se trouve entre les villages de Beffe et d'Amonines (commune d'Érezée).

## Description
Dans un environnement de prairies, Magoster se compose initialement de fermettes construites en moellons de grès. Des constructions plus récentes sont venues s'ajouter en périphérie du hameau.

## Patrimoine
À un carrefour, se trouve une chapelle octogonale bâtie en 1900 et dédiée à l'Immaculée Conception. Cet édifice original est construit en moellons de grès rehaussés de briques et de pierres de taille et couvert d'un toit en ardoises à huit pans.
Entre Magoster et Beffe, sur la rive droite de l'Isbelle, se trouve une autre chapelle de dimension plus modeste. Elle est dédiée à Saint Joseph, a été bâtie en 1901 et a fait l'objet d'une rénovation en 2003.

## Activités et tourisme
Magoster possède des gîtes ruraux.